# Coppa del Benelux
La Coppa del Benelux è una competizione che mette di fronte la vincitrice del campionato olandese di calcio a 5 all'omologo del campionato belga di calcio a 5, sia maschili che femminili, la stessa denominazione ha anche il torneo riservato alle rispettive vincitrici delle coppe nazionali. Si tratta senza dubbio della più antica competizione di calcio a 5 internazionale per il continente europeo, poiché disputata per la prima volta nel 1977/1978, anche se non riconosciuta attualmente da nessun organismo ufficiale che governa il calcio a 5, così come l'analoga Copa Ibérica de Fútbol Sala tra squadre spagnole e portoghesi.

## Edizioni

### Trofeo maschile

#### Campioni nazionali
| Stagione  | Campione                      | Risultato           | finalista               |
| 1977-1978 | FC Nathania Aarnhem           | 5-1 / 6-3           | Hoboken Breughelhof ZVC |
| 1978-1979 | Godyla VT Lisse               | 6-5 / 5-3           | MVC Rekem               |
| 1979-1980 | Vleeshal Paul Leen Genk       | 6-1 / 4-0           | Intervent Volendam      |
| 1980-1981 | Marco-Fit Eindhoven           | 3-3 / 5-1           | Hoboken Breughelhof ZVC |
| 1981-1982 | Makelaardij Klomp Lunteren    | 5-3 / 2-2           | Hoboken ZVC             |
| 1982-1983 | Hovocubo                      | 5-2 / 5-2           | Rebels Boorsem          |
| 1983-1984 | ZVK Hasselt                   | 3-3 / 4-2           | ZVV De Haantjes Beek    |
| 1984-1985 | FC Kras Boys Volendam         | 2-2 / 4-3           | Hoboken ZVC             |
| 1985-1986 | In de Drei Keunige Maastricht | 5-2 / 5-5           | ZVK Hasselt             |
| 1986-1987 | FC Kras Boys Volendam         | 2-2 / 2-1           | ZVK Hasselt             |
| 1987-1988 | FC Kras Boys Volendam         | 2-1 / 3-1           | ZVK Ford Genk           |
| 1988-1989 | ZVV Ceverbo Dordrecht         | 0-2 / 4-1           | ZVK Hasselt             |
| 1989-1990 | ZVV Bax Zeefdruk Voorhout     | 4-2 / 2-1           | ZVK Hasselt             |
| 1990-1991 | ZVV Dépa Wijchen              | 2-2 / 4-0           | ZVK Ford Genk           |
| 1991-1992 |                               | non disputata       |                         |
| 1992-1993 | ZVV Depa Wijchen              | 3-2 / 4-1           | ZVK Hasselt             |
| 1993-1994 | Veerhuys                      | 2-0 / 7-3           | ZVK Hasselt             |
| 1994-1995 | ZVK Hasselt                   | 2-4 / 7-3           | ZVV Schoenenreus Veghel |
| 1995-1996 | Bunga Melati Tilburg          | 8-3 / 6-6           | ZVK Sint-Truiden        |
| 1996-1997 | Veerhuys                      | 1-6 / 8-2           | ZVK Ford Genk           |
| 1997-1998 | Bunga Melati Tilburg          | 4-3 / 4-1           | ZVK Ford Genk           |
| 1998-1999 | Bunga Melati Tilburg          | 5-4 / 8-6           | ZVK Ford Genk           |
| 1999-2000 | Den Haag/Trimeur              | 4-3 / 5-5           | ZVK Sint-Truiden        |
| 2000-2001 | IT/SCN                        | 1-3 / 8-5           | Action 21 Charleroi     |
| 2001-2002 | Action 21 Charleroi           | 4-2 / 4-2           | West Stars              |
| 2002-2003 | Action 21 Charleroi           | 5-2 / 5-0           | FCK De Hommel           |
| 2003-2004 | West Stars                    | 9-2 / ?             | Action 21 Charleroi     |
| 2004-2005 | ZVC Borgerhout                | 2-1 / 2-3           | FCK De Hommel           |
| 2005-2006 | Futsal Hasselt                | 4-2 / 2-4 (5-4 RIG) | FC Marlène              |
| 2006-2007 | PB Morlanwelz                 | 8-2 / 4-2           | FCK De Hommel           |
| 2007-2008 | FC Marlène                    |                     | Action 21 Charleroi     |